# São Bentinho
São Bentinho är en kommun i Brasilien.   Den ligger i delstaten Paraíba, i den östra delen av landet, 1 500 km nordost om huvudstaden Brasília. Antalet invånare är 4 138. Arean är 196 kvadratkilometer.
Terrängen i São Bentinho är platt.
Omgivningarna runt São Bentinho är huvudsakligen savann. Runt São Bentinho är det glesbefolkat, med 17 invånare per kvadratkilometer.